# Сант-Андреа-ин-Перкуссина
Сант-Андреа-ин-Перкуссина — фракция коммуны Сан-Кашано-ин-Валь-ди-Пеза в столичном городе Флоренция региона Тоскана Италии.
Эта небольшая, но древняя деревенька расположена между Сан-Кашиано-Валь-ди-Пеза и Флоренцией.
Здесь находились вилла и фермы Николо Макиавелли.
Здесь находится церковь Сан-Бартоломео в Фальтиньяно, построенная в XIII веке. Когда-то здесь была картина по дереву, изображающая святого Андрея, школы Аньоло Гадди; и «Мадонна на троне и святые», приписываемые школе Филиппино Липпи, ныне находящиеся в церкви Кьеза Нуова Валь ди Пеза. Недалеко от Сант-Андреа-ин-Перкуссина, прямо за Спедалетто, расположена церковь Санта-Мария-а-Казавеккья двенадцатого века, в которой находится многоцветный алтарь Делла Роббиа из терракоты.
В Сант-Андреа в Перкуссине находится штаб-квартира Консорциума виноделов Кьянти Классико